# Kiko Seike
Kiko Seike (清家 貴子, Seike Kiko), née le 8 août 1996, est une footballeuse internationale japonaise.

## Biographie

### En club
Seike commence sa carrière en 2014 avec le club du Urawa Red Diamonds. Elle fut élue « Rookie of the Year » de la Nadeshiko League en 2015.
Elle inscrit un but lors de la finale gagnée du Championnat féminin des clubs de l'AFC 2023.

### En équipe nationale
Le 11 décembre 2019, elle fait ses débuts avec l'équipe nationale japonaise lors de la Coupe d'Asie de l'Est, contre l'équipe de Taipei chinois.

## Palmarès
- Vainqueur du Championnat féminin des clubs de l'AFC 2023

## Distinctions personnelles
- Meilleure buteuse du Championnat féminin des clubs de l'AFC 2023
- « Rookie of the Year » de la Nadeshiko League en 2015

## Statistiques
Le tableau ci-dessous présente les statistiques de Kiko Seike en équipe nationale
| Équipe du Japon | Équipe du Japon | Équipe du Japon |
| Année           | Matchs          | Buts            |
| --------------- | --------------- | --------------- |
| 2019            | 2               | 1               |
| Total           | 2               | 1               |